# Calendário norte-coreano

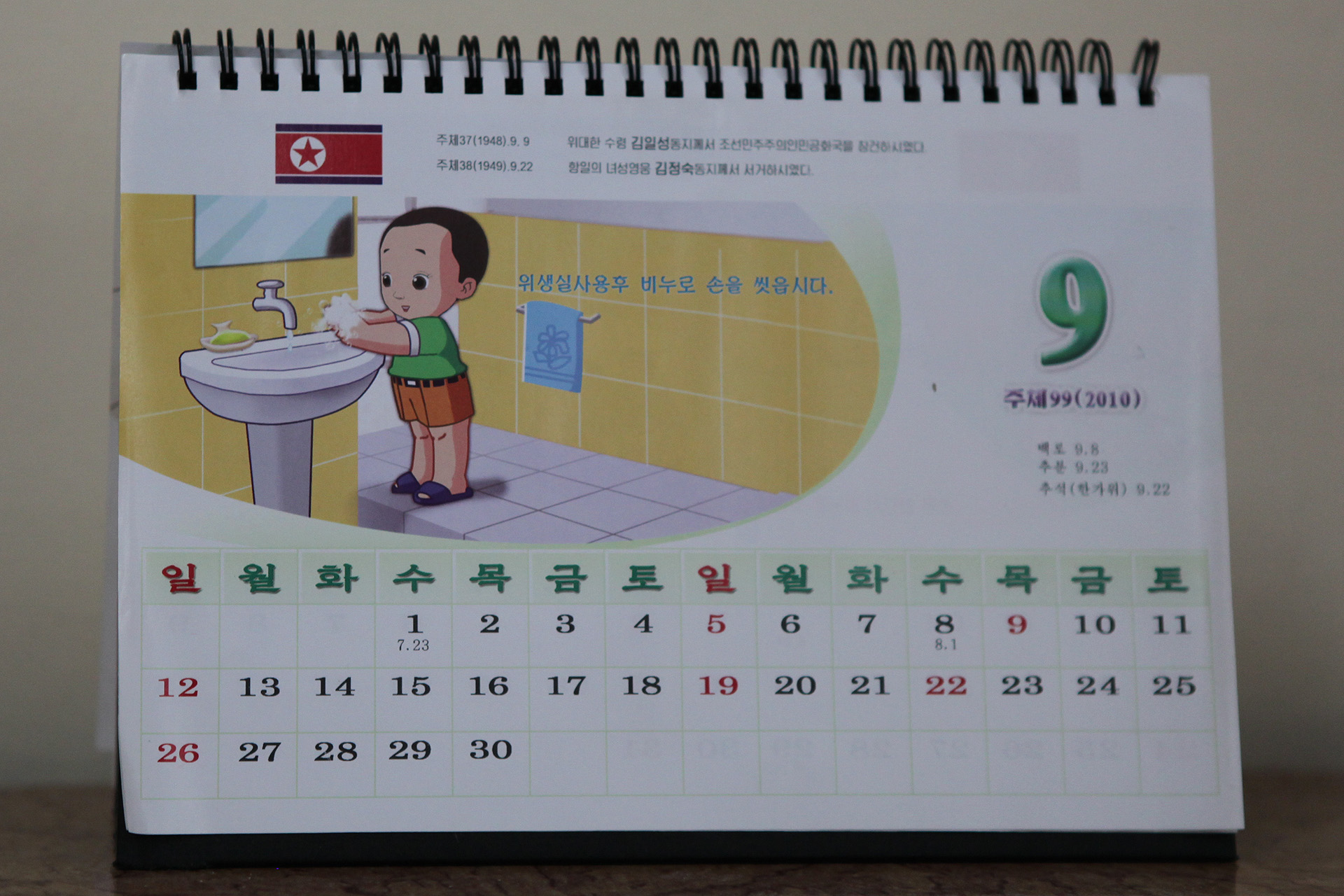
Um Norte-coreano calendário para Juche 99 (2010)

O Calendário norte-coreano ou calendário Juche, em homenagem à ideologia Juche, foi o sistema de numeração de anos utilizado na Coreia do Norte de 1997 até 2024. Em outubro de 2024, foi reportado o seu desuso em prol do Calendário gregoriano.

## História
O calendário utiliza elementos de dois calendários históricos usados na Coreia, o sistema tradicional de nomes coreanos e o calendário Gregoriano, nos quais os anos estão ligados ao nascimento de Jesus. Em contraste com esses dois, o calendário Juche começa com o nascimento de um líder, Kim Il-sung.
O decreto sobre o calendário Juche foi aprovado em 8 de julho de 1997, no terceiro aniversário da morte de Kim II-sung. O mesmo decreto também designou o aniversário do nascimento de Kim Il-sung como o Dia do Sol. O ano do nascimento de Kim Il-sung, 1912 no calendário Gregoriano, tornou-se "Juche 1" no calendário da Coreia do Norte. Assim, o ano de 2011 é "Juche 100", e assim por diante.
O calendário começou a ser implementado em 9 de setembro de 1997, o dia nacional da Coreia do Norte. Nesta data, jornais, agências de notícias, emissoras de rádio, de transporte público, e certidões de nascimento começaram a usar anos Juche.

## Utilização
O ano de 1912 é "Juche 1" no calendário da Coreia do Norte. Não há anos "antes de Juche 1" e anos antes de 1912 recebem números com base no calendário gregoriano. Intervalos de anos que começam antes de 1912, e terminam depois são também indicados no calendário gregoriano.
Os anos após 1912, são atribuídos anos Juche apenas, ou anos Juche e o ano correspondente no calendário gregoriano entre parênteses. No material referente às relações com países estrangeiros, a "Era Juche" e a era gregoriana podem ser utilizadas nos princípios de independência, a igualdade e a reciprocidade.

## Exemplos
| Ano Juche | Ano gregoriano | Ano dangun | Significado                                                                                 |
| --------- | -------------- | ---------- | ------------------------------------------------------------------------------------------- |
| 1         | 1912           | 4245       | Nascimento de Kim Il-sung.                                                                  |
| 37        | 1948           | 4281       | Fundação da Coreia do Norte.                                                                |
| 71        | 1982           | 4315       | Construção da Torre Juche concluída para comemorar o aniversário de 70 anos de Kim Il-sung. |
| 86        | 1997           | 4330       | Introdução do calendário Juche.                                                             |
| 100       | 2011           | 4344       | Comemoração do ano 100 no calendário Juche.                                                 |
| 101       | 2012           | 4345       | 100 anos do nascimento de Kim Il-sung.                                                      |
| 114       | 2025           | 4358       | Ano atual.                                                                                  |